# Spießtanne
Die Spießtanne (Cunninghamia lanceolata) ist die einzige Pflanzenart der Gattung Cunninghamia und auch die einzige Art der Unterfamilie Cunninghamioideae in der Familie der Zypressengewächse (Cupressaceae). Sie ist in Südasien heimisch, in China ist sie eine der wirtschaftlich wichtigsten Baumarten.

## Beschreibung

### Vegetative Merkmale

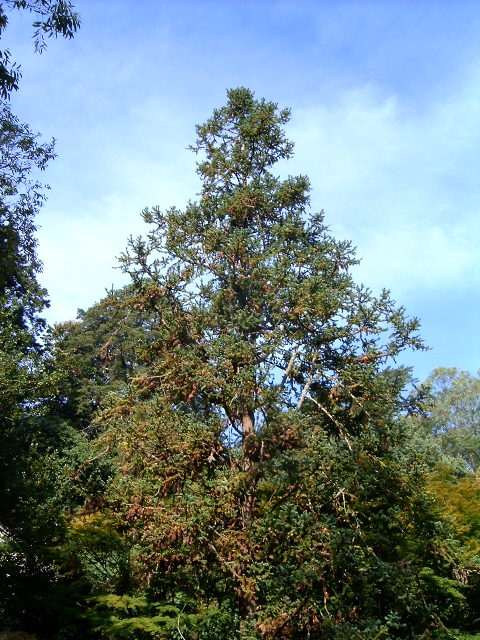
Habitus

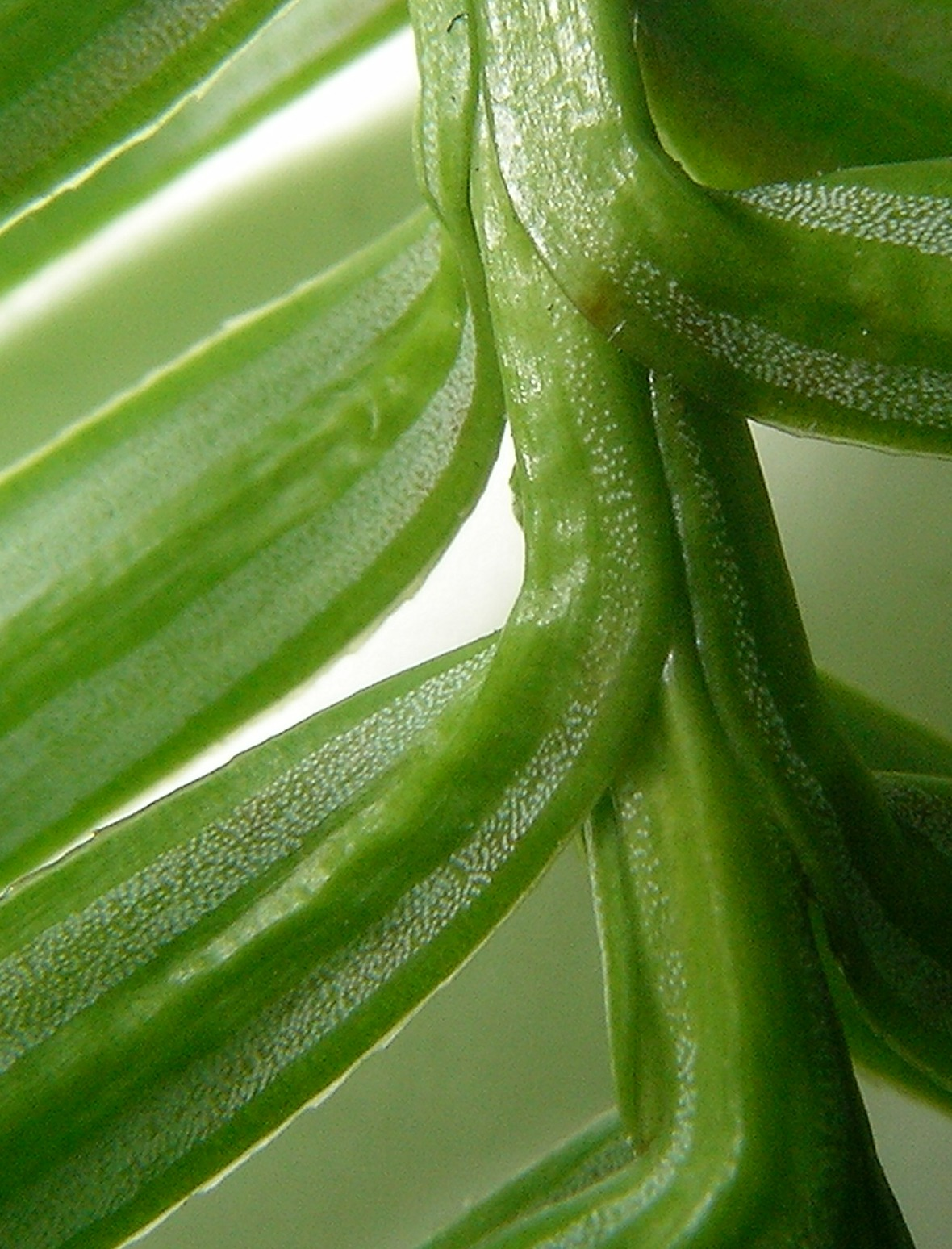
Zweigunterseite, zu sehen sind die weißen Stomata und die spiralig angeordneten Blattmarken.

Die Spießtanne wächst als geradestämmiger, immergrüner Baum, der Wuchshöhen von 30 bis 38 m und Stammdurchmesser von 1 bis 2,5 m erreicht. Die dunkelgrüne Krone ist anfangs pagodenförmig, wird später aber kegelförmig. Es werden dicht beastete und locker beastete Kronentypen unterschieden. Die Äste stehen in Quirlen zu fünf bis sechs in einem Winkel von circa 80° vom Stamm ab. Die Enden der Zweige sind hängend. Selbst freistehende Bäume sind nicht bis zum Boden beastet.
Wurzeln
Die Spießtanne ist ein Flachwurzler. Der Großteil ihres Wurzelsystems befindet sich in einer Tiefe von 10 bis 50 cm. Das intensivste Wurzelwachstum findet in einem Alter von 5 bis 10 Jahren statt.
Rinde

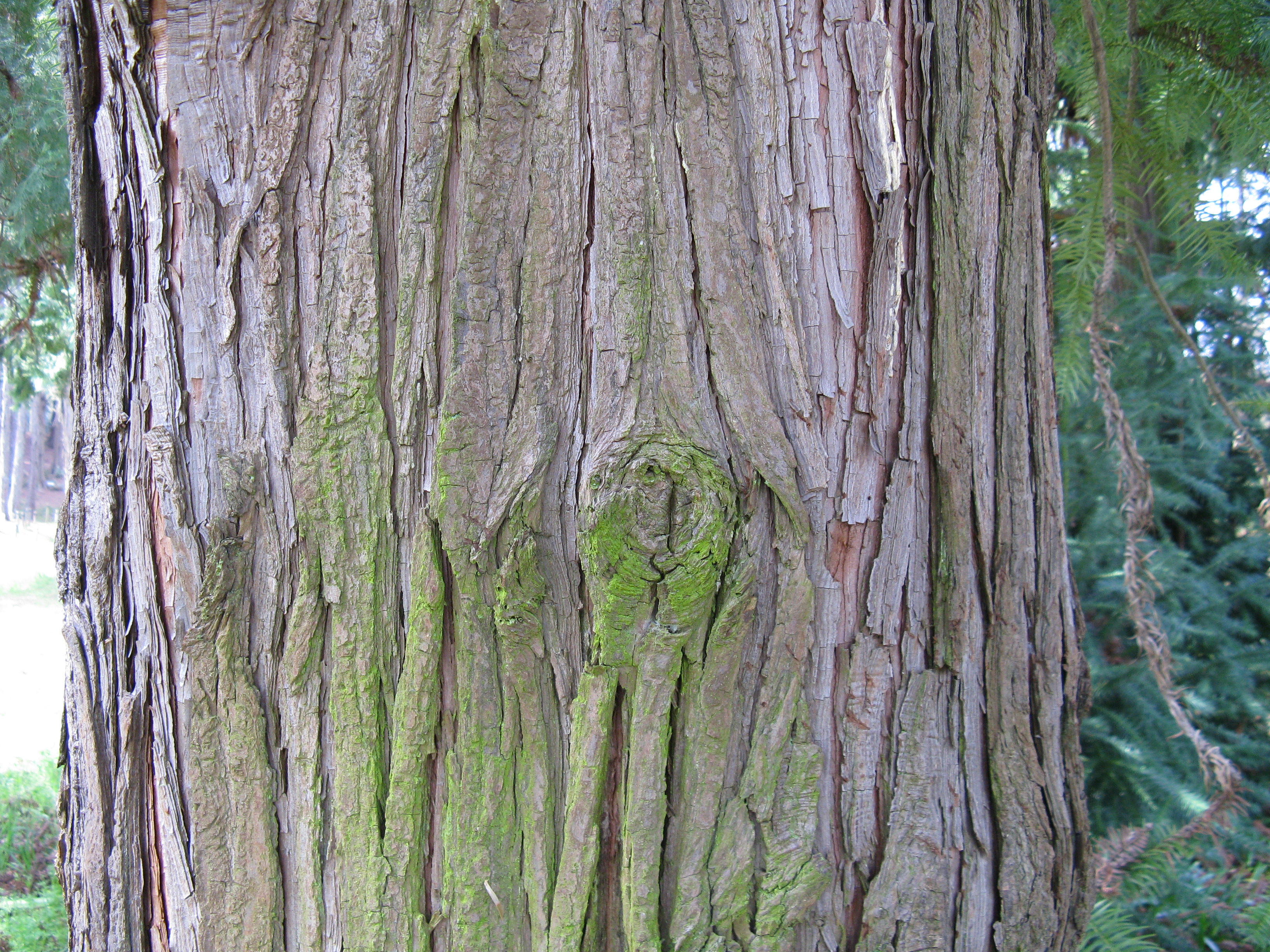
Borke

Die Rinde der jungen Zweige ist grün und unbehaart. Äste und Stämme von Jungbäumen weisen eine bräunliche und raue Rinde auf, die in kleine Teilen abschilfert. Die Borke der Altbäume ist grau bis dunkelbraun oder rotbraun, dick und faserig. Sie löst sich in unregelmäßigen, aromatisch riechenden Stücken ab, und die gelbliche oder rötliche innere Rinde wird sichtbar.
Holz
Sowohl Kern- als auch Splintholz sind von hellgelber bis brauner Farbe. Sie unterscheiden sich nur in der Farbintensität voneinander. Das leichte und zähe Holz der Spießtanne ist gleichmäßig aufgebaut, geradfaserig und verströmt einen spezifischen Geruch. Harzkanäle fehlen. Es gilt als wetterfest.
Belaubung
Die oberseits dunkelgrünen Nadeln sind etwa 2 bis 6 cm lang und 3 bis 5 mm breit. An der Oberseite befinden sich zwei schmale nur undeutlich erkennbare Stomatabänder. Bei jungen Nadeln sind die Stomatabänder noch deutlich zu erkennen. Die Unterseite ist hellgrün und weist zwei breite, weißliche Stomatabänder entlang der Mittelrippe auf. Die Nadeln sind derb ledrig und verjüngen sich gleichmäßig von der Basis zu einer scharfen und stechenden Spitze. Die Blattränder sind deutlich gesägt. Die Nadeln sind spiralig um den Haupttrieb angeordnet. Sie stehen an den Seitenzweigen dichter und durch eine Drehung an der Basis scheinbar zweizeilig. Sie verfärben sich im Herbst durch Rhodoxanthin.

### Generative Merkmale
Die Spießtanne ist einhäusig (monözisch). Die Blütezeit liegt im April.
Die kurzstieligen, länglich-zylindrischen männlichen Blütenzapfen werden 0,5 bis 1,5 cm lang. Sie stehen in Gruppen von bis zu 40 Zapfen an den Spitzen von jungen Zweigen.
Die grünen weiblichen Zapfen stehen einzeln an den Zweigenden und sind nach unten ausgerichtet. Häufig sind durchgewachsene Zapfen zu beobachten, bei denen oben aus dem Zapfen ein kurzer beblätterter Zweig steht. Zur Reife im Oktober und November wird der Zapfen gelblich-braun, 2,5 bis 5 cm lang und 3 bis 4 cm dick. Die ledrigen Zapfenschuppen sind circa 1,7 cm lang und 1,5 cm breit und gestielt. Sie enden in einer stechend scharfen Spitze, die Ränder sind ungleichmäßig gezähnt. Pro Zapfenschuppe entwickeln sich meist drei Samenanlagen. Jede Samenanlage steht dabei auf einem deutlichen Wulst. Die flach-unregelmäßig eiförmigen und dunkelbraunen Samen sind 6 bis 8 mm lang und etwa 4 bis 5 mm breit und schmal geflügelt. Das Tausendkorngewicht liegt zwischen 7 und 8 g. Die Keimlinge bilden zwei Keimblätter (Kotyledonen) aus.
Die Chromosomenzahl beträgt 2n = 22.

Generative Merkmale
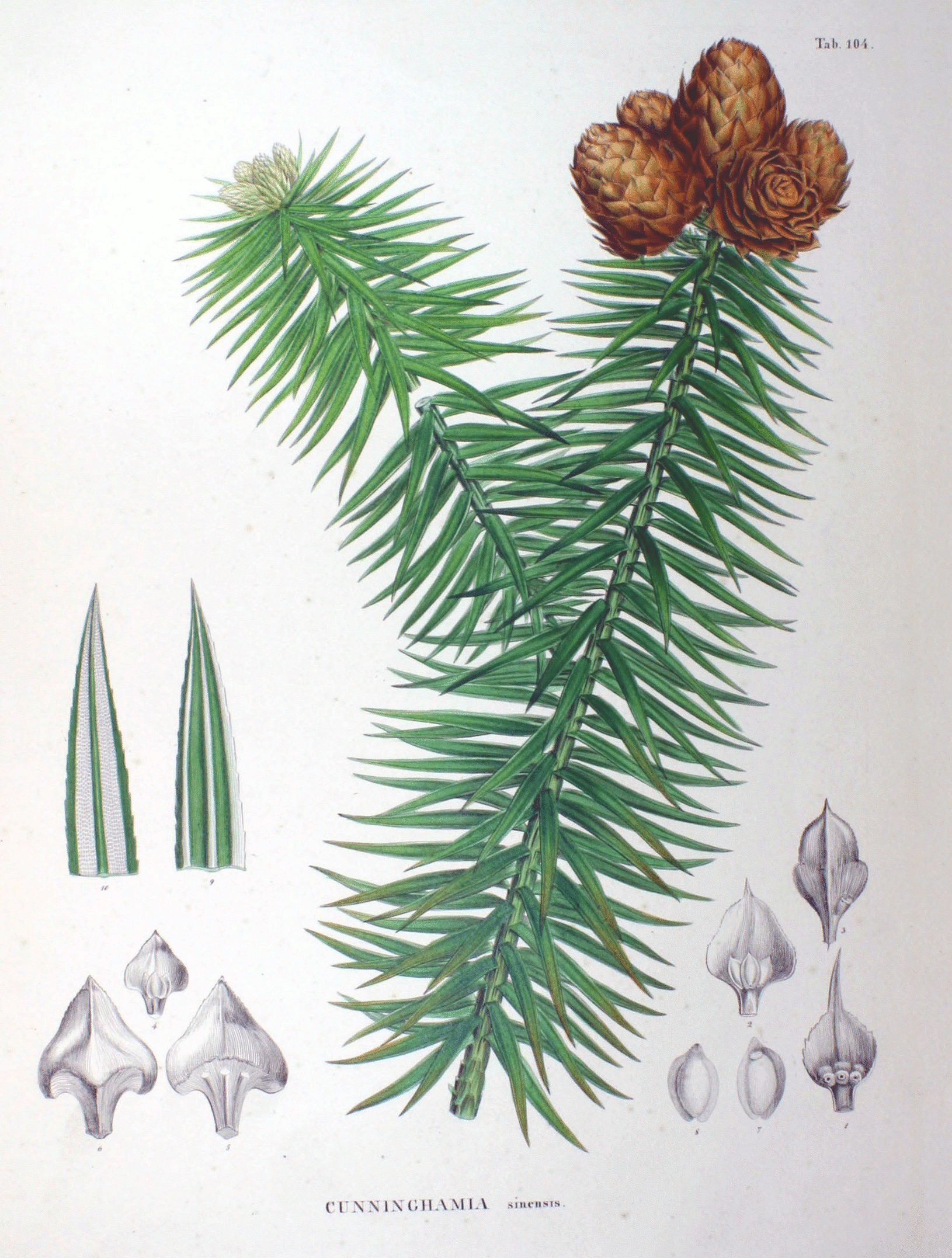
Illustration: Zweig mit weiblichen Zapfen
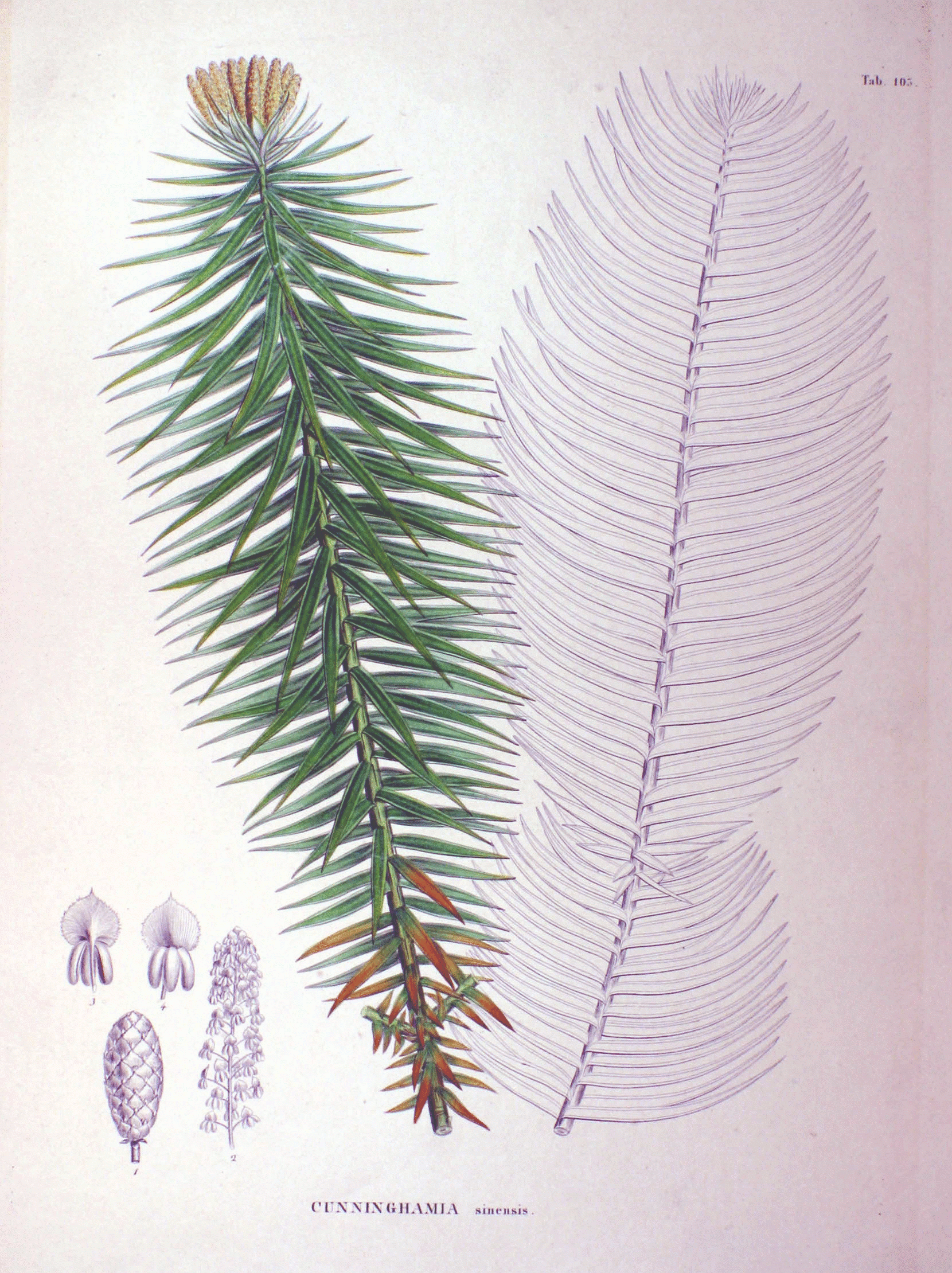
Illustration: Zweig mit männlichen Blütenzapfen
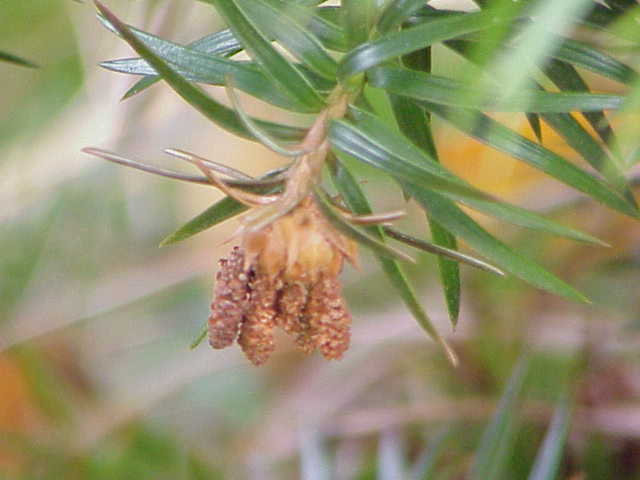
Männliche Blütenzapfen
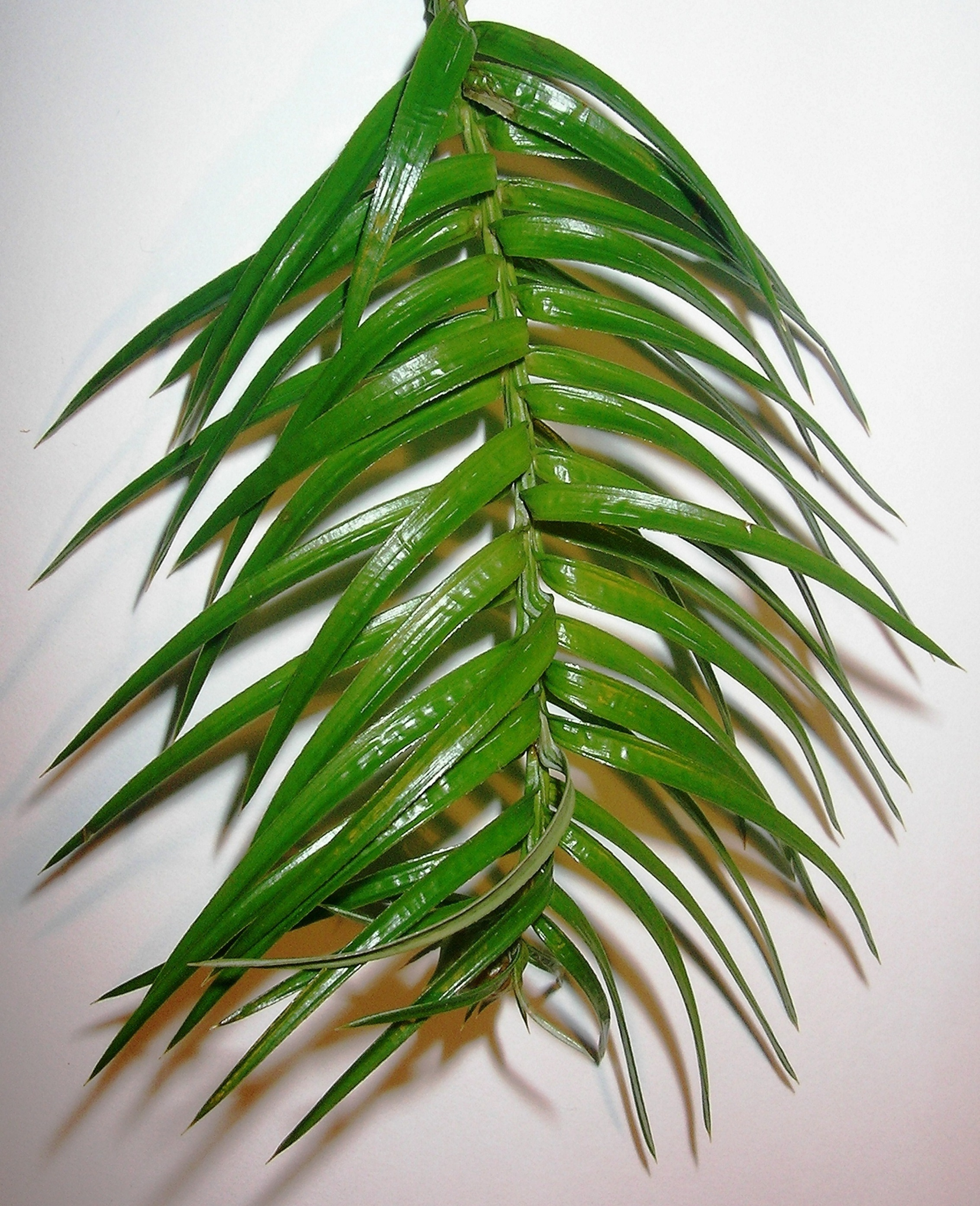
Weiblicher Zapfen zur Blütezeit am Ende eines Zweiges von Blättern überdeckt
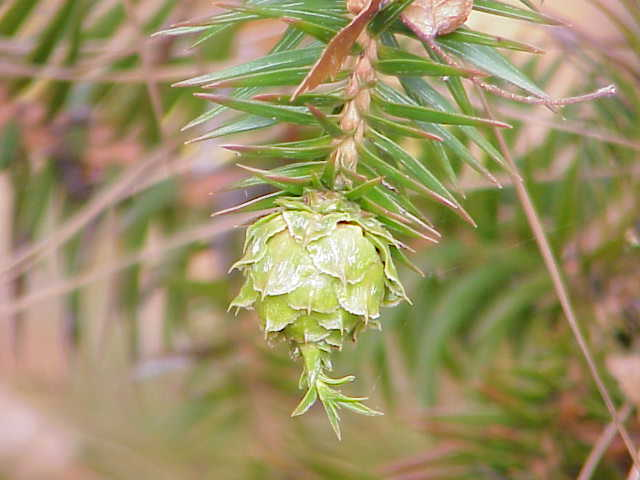
Weiblicher, durchgewachsener Zapfen

## Verbreitung und Standort
Das Verbreitungsgebiet erstreckt sich von China, Vietnam, Laos bis Kambodscha. Sie wurden schon früh in Japan und China durch den Menschen verbreitet, so dass ihre natürliche Verbreitung nicht genau bekannt ist. Ihre natürliche Heimat war wahrscheinlich das Tal des Jangtsekiang und das südlich anschließende Bergland.
Die Spießtanne gedeiht im feucht-warmen subtropischen Klima. Sie kommt in Höhenlagen von bis zu 1.500 m ü. NN vor. Die Jahresniederschläge liegen zwischen 1.200 und 2.000 mm. Mischwälder werden mit Eichen (Quercus), Scheinkastanien (Castanopsis), Südeichen (Lithocarpus), Cinnamomum und Schima gebildet.
Sie ist mit einer Frosthärte bis −17 °C (Z7) nur in Regionen mit milden Wintern vollständig winterhart.

## Krankheiten und Schädlinge
Es sind keine bestandesbedrohenden biotischen Schädlinge bekannt. Wirtschaftliche Bedeutung haben Pilze der Gattungen Rhizoctonia und Fusarium sowie die Art Pestalotia shiraiana die Blätter und Triebspitzen befallen. Botryosphaeria cunninghamiae und Pestalotiopis apiculatus führen bei Altbäumen zu Triebschäden. Als Schadinsekten werden die Arten Semanotus bifasciatus und Polychrosis cunninghamicola genannt.

## Nutzung
Das Holz der Spießtanne ist ein wichtiges Bauholz in den subtropischen Regionen Chinas. Es findet zudem Verwendung im Brücken-, Schiffs- und Möbelbau. Schon im Altertum wurden aus dem Holz Särge hergestellt. Die Borke wird als Brennmaterial genutzt.

## Systematik
Die Gattung Cunninghamia wurde 1826 durch Robert Brown in Achille Richard: Commentatio botanica de Conifereis et Cycadeis, 80, S. 149 aufgestellt. Sie enthält die einzige Art Cunninghamia lanceolata (Lamb.) Hook., die als Pinus lanceolata durch Aylmer Bourke Lambert 1803 erstbeschrieben wurde.
Der wissenschaftliche Gattungsname ehrt den britischen Arzt und Pflanzensammler James Cunningham († 1709), der diese Pflanzenart in China entdeckte.
Es gibt zwei Varietäten:
- Chinesische Spießtanne (Cunninghamia lanceolata var. lanceolata; (Syn.: Pinus lanceolata Lamb., Belis jaculifolia Salisbury, Belis lanceolata (Lamb.) Hoffmannsegg, Cunninghamia chinensis de Vos, Cunninghamia lanceolata var. corticosa Z.Y.Que & J.X.Li, Cunninghamia sinensis R.Br. ex Richard & A.Richard, Cunninghamia unicanaliculata D.Y.Wang & H.L.Liu, Cunninghamia unicanaliculata var. pyramidalis D.Y.Wang & H.L.Liu, Raxopitys cunninghamii J. Nelson)) Sie kommt ursprünglich nur in China vor.[6]
- Cunninghamia lanceolata var. konishii (Hayata) Fujita (Syn.: Cunninghamia konishii Hayata, Cunninghamia kawakamii Hayata). Diese Varietät, die in Taiwan vorkommt, wird von manchen Autoren auch als eigene Art angesehen: Taiwan-Spießtanne (Cunninghamia konishii Hayata).[6] Sie kommt in China, Taiwan, Laos und Vietnam vor.[6]

In China werden drei Kulturvarietäten unterschieden:
- Cunninghamia lanceolata cv. lanceolata weist eine recht starre, gelbgrüne Benadelung auf. Das Holz ist rötlich.
- Cunninghamia lanceolata cv. glauca weist relativ lange und weiche, grau- bis blaugrüne Nadeln auf. Sie wächst deutlich schneller als cv. lanceolata.
- Cunninghamia lanceolata cv. mollifolia weist dünne und weiche Nadeln ohne spitzen Apex auf. Sie kommt in den Provinzen Yunnan und Hunan vor.